# Tombstone (Arizona)
Tombstone è un comune (city) degli Stati Uniti d'America della contea di Cochise nello Stato dell'Arizona. La popolazione era di 1 380 abitanti al censimento del 2010. La principale attività economica è legata al turismo, per la storia della città legata all'espansione della frontiera nel XIX secolo e in particolare all'episodio della sparatoria all'O.K. Corral.
L'abitato sorse su una mesa sopra la Miniera di Goodenough. A due anni dalla sua fondazione, sebbene molto distante da qualsiasi altro agglomerato urbano, Tombstone aveva una pista da bowling, quattro chiese, una ghiacciaia, una scuola, due banche, tre giornali, una gelateria, 110 saloon, 14 sale per giochi d'azzardo e numerose sale da ballo, teatro e bordelli. Tutte queste attività erano situate tra e in corrispondenza a miniere d'argento. I signori e le signore di Tombstone assistevano ad opere presentate  al teatro dell'opera Schieffelin Hall, mentre minatori e cowboy assistevano agli spettacoli nel Bird Cage Theatre o nei bordelli.
Sotto la superficie di vivace normalità covavano tensioni che si trasformavano spesso in conflitti mortali. I capitalisti minerari e i comuni abitanti erano originari in gran parte repubblicani degli stati del Nord, ma gli allevatori (alcuni dei quali, come i Clanton, erano anche truffatori o criminali di vario genere) erano simpatizzanti confederati e democratici. La cittadina in forte espansione era a soli 48 km dal confine tra Stati Uniti e Messico ed era un mercato aperto per il bestiame rubato dai ranch di Sonora, in Messico, da una banda organizzata di fuorilegge conosciuta come The Cowboys.
A metà del 1880, le miniere d'argento raggiunsero la falda freatica e le compagnie minerarie fecero investimenti significativi per l'acquisto di pompe. Un incendio nel 1886 distrusse il paranco della miniera Grand Central con l'impianto di pompaggio, e fu ritenuto inutile ricostruirli. La città divenne quasi una città fantasma, salvata solo perché fu sede della Contea di Cochise fino al 1929. La popolazione diminuì contando un minimo di 646 abitanti nel 1910, per raggiungere le 1 380 unità nel 2010.

## Geografia fisica
Tombstone è situata a 31°42′57″N 110°03′53″W (31.715940, -110.064827). Secondo l'Ufficio del censimento degli Stati Uniti d'America, ha un'area totale di 4,31 mi² (11,16 km²).

## Storia

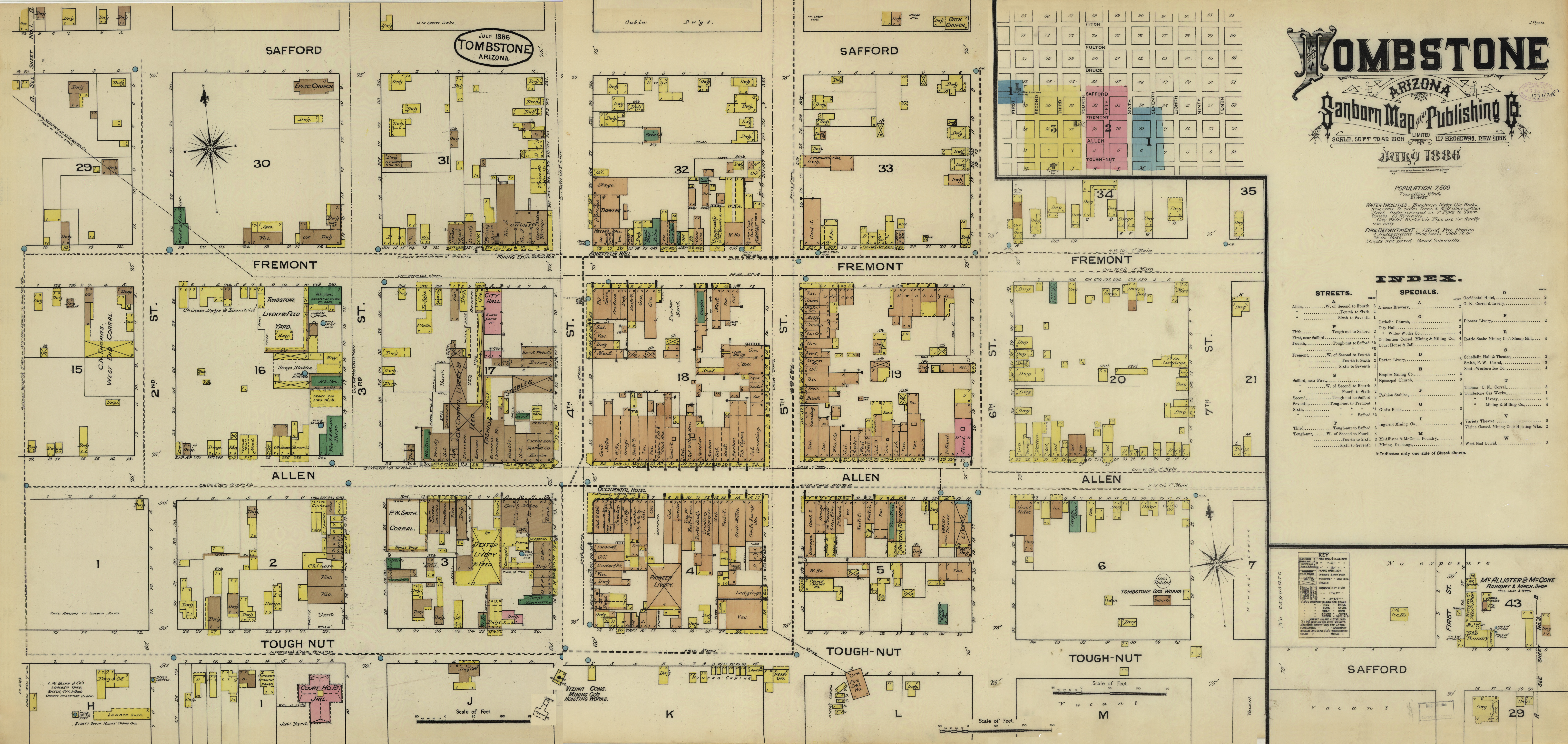
Mappa della città nel 1888

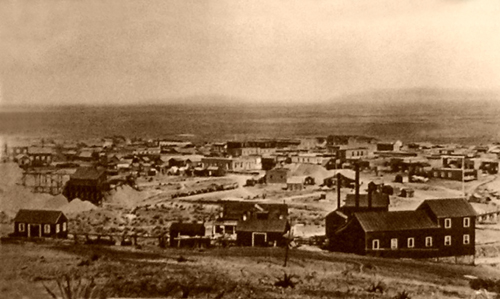
Tombstone nel 1891

La città nacque come campo di minatori nei pressi di una vena d'argento trovata da Ed Schieffelin. Secondo la leggenda, un giorno egli era al Campo Huachuca in Arizona, e parlò a un soldato della possibile ricchezza mineraria nelle vicine montagne. Il militare, però, lo avvertì circa i pericoli che c'erano intorno, soprattutto la minaccia degli Apache. Inoltre, gli disse che tutto ciò che avrebbe trovato sarebbe stata solo la sua lapide (tombstone).
Nonostante gli avvertimenti, nel 1878 si trasferì al nascondiglio dei nativi e scoprì un deposito d'argento di circa cinquanta piedi di lunghezza e dodici di larghezza, battezzandolo con il nome di Tombstone, in memoria delle parole del soldato.
Dopo aver trovato un altro deposito, si recò a Tucson a comunicare le proprie scoperte. Nonostante suo fratello, Al Schieffelin, negasse il proprio aiuto per lo sfruttamento delle risorse, un suo amico, Richard K. Gird, decise di aiutarlo, e i due iniziarono lo sfruttamento della miniera, e più tardi anche il fratello di Ed li raggiunse. Nel corso del tempo altre vene furono scoperte - Grand Central, Charleston e Contention - e altri cercatori arrivarono nel luogo, formando così il campo minerario di Tombstone.
Il 2 dicembre 1878 fu creato un ufficio postale e l'anno successivo la città contava 40 abitazioni e 100 abitanti. Mentre Schieffelin lasciava il sito in cerca di altre miniere, altri personaggi arrivarono nel luogo nel 1879: i fratelli Wyatt, Virgil, Morgan e James Earp; e Doc Holliday e Big Nose Kate nel 1880, che costruì un capannone in cui si vendeva whisky e le ragazze ballavano per i clienti. Si trattava della prima attività economica di questo tipo. Arrivarono anche i criminali come la banda dei fratelli Clanton, i fratelli Mc Laury (Frank e Tom) e Johnny Ringo, alcuni dei quali manifestavano la loro avversione per la presenza degli Earp.
La città cresceva così rapidamente da diventare una boomtown: nel 1880  contava già 3 000 abitanti; inoltre nello stesso anno fu creato il quotidiano Tombstone Epitaph. Vi erano anche i visitatori che arrivavano, un fatto tipico di questi insediamenti, tra cui giocatori d'azzardo, imprenditori di saloon, ballerine, etc. Con il tempo, Tombstone divenne una delle città più violente del sud-ovest degli Stati Uniti. Nel 1881 aveva 8.000 abitanti, oltre a una scuola, quattro chiese, due banche e un teatro dell'opera. Da un altro lato, con Virgil Earp come sceriffo, le controversie tra i servitori della legge e i criminali si inasprirono.
C'erano altre tensioni che aggravano la situazione già tesa poiché la maggior parte dei cowboy erano simpatizzanti confederati e democratici degli Stati del Sud, in particolare del Texas mentre i minatori, gli imprenditori, i comuni cittadini, compresi gli Earp, erano in gran parte repubblicani degli Stati del Nord. Vi fu anche il conflitto fondamentale sulle risorse e sulla terra, con il tradizionale agrariato del "piccolo governo" in stile sudista dei cowboy rurali in contrasto con lo sviluppo del "grande governo" in stile nordista.
All'inizio del 1880, il contrabbando e il furto di bovini, alcol e tabacco attraverso il vicino confine tra Stati Uniti e Messico, erano comuni. Il governo messicano aveva tassato pesantemente questi beni e i contrabbandieri ottenevano un bel guadagno. Questo traffico illegale transfrontaliero era praticato in particolare da elementi fuorilegge noti come i Cowboys, una banda  vagamente organizzata di amici e conoscenti. Il giornale "San Francisco Examiner" scrisse in un editoriale, "I Cowboys [sono] la classe più avventata di fuorilegge in quel paese selvaggio ... infinitamente peggio del comune ladro". I comuni  cowboys legittimi erano semplicemente allevatori di bestiame. I Cowboys erano comunque benvenuti in città a causa delle loro abitudini di spesa generosa, ma le sparatorie erano frequenti.
Il 22 giugno 1881 un incendio danneggiò parte della città. Con le rapine che seguirono, lo sceriffo titolare fu licenziato, e il suo posto fu preso da Virgil Earp, una situazione che fece infuriare i criminali locali, in particolare i fratelli Clanton. Il culmine venne raggiunto con l'incontro finale tra i gruppi antagonisti con la Sparatoria all'O.K. Corral il 26 ottobre 1881.
Nel 1882 la città subì un altro incendio. Nello stesso anno, in città fu costruito il Bird Cage Theatre, un locale tra saloon, bordello e casa da gioco. Nei suoi otto anni di esistenza ci furono ventisei morti; il New York Times lo definiva "la più selvaggia, rude e vile taverna...".

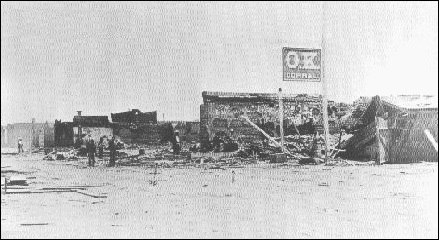
La città dopo l'incendio del 1882, l'unica parte rimasta dell'O.K. Corral era il cartello.

Nel 1886, mentre si stava scavando un pozzo, ci si imbatté in un fiume sotterraneo, per la gioia degli abitanti della città. Ma allo stesso tempo fu l'inizio del declino, a causa della inondazione delle miniere circostanti, che portò i minatori a trasferirsi in altri luoghi e vicine città - come Charleston e Millville. Anche se nel 1890 l'acqua poteva essere drenata dalle vene per far risorgere la città, nuove inondazioni fermarono il funzionamento delle miniere. In questo decennio la popolazione raggiunse il massimo (15 000). Nel 1929, le autorità della contea spostarono il capoluogo nella vicina Bisbee, condannando Tombstone a diventare una città fantasma. Nella zona veniva ancora estratto il manganese per il governo durante la prima guerra mondiale e il piombo per la seconda guerra mondiale.
L'eredità del passato, tuttavia, fece risorgere la città attraverso il turismo. Il cimitero di Boot Hill, riproduzioni di sparatorie, il protagonismo nei film e libri, la ricostruzione di Allen Street - vecchio sito di bordelli e bar -, il Cochise County Corthouse, tra gli altri, meritarono a Tombstone il soprannome popolare di "la città troppo dura a morire".

## Società

### Evoluzione demografica
Secondo il censimento del 2010, la popolazione era di 1 380 abitanti.

### Etnie e minoranze straniere
Secondo il censimento del 2010, la composizione etnica della città era formata dal 91,96% di bianchi, lo 0,43% di afroamericani, lo 0,65% di nativi americani, lo 0,65% di asiatici, lo 0,07% di oceaniani, il 2,83% di altre razze, e il 3,41% di due o più etnie. Ispanici o latinos di qualunque razza erano il 20,87% della popolazione.